# Czarna Góra (Beskid Mały)
Czarna Góra (790 m) – szczyt w Paśmie Łamanej Skały w Beskidzie Małym. Nie znajduje się w jego głównym grzbiecie, lecz w bocznym, południowo-wschodnim grzbiecie Smrekowicy. Jego północne stoki opadają ku dolinie potoku Sikorówka (dopływ Targoszówki), wschodnie potoku Targoszówka, zachodnie do dolinki bezimiennego potoku.
Południowo-zachodnie stoki Czarnej Góry trawersuje zielony szlak turystyczny. Czarna Góra jest całkowicie porośnięta lasem, jednak przełęcz między nią a Zdzieblem jest bezleśna, są tutaj pola i zabudowania osiedla Snokówka należącego do Targoszowa. Z pól tych, powyżej domów rozciąga się panorama widokowa na południe. Na przednim planie widoczne są: Zdziebel, Żurawnica, Lipska Góra, dolina Stryszawki i Skawy, Capia Górka, Magurka nad Suchą Beskidzką. W dalszym planie widać Luboń Wielki i Szczebel, Pasmo Policy i Babią Górę, Jałowiec, Lachów Groń, Pilsko i Romankę.
Powyżej szczytu Czarnej Góry znajdują się w lesie liczne wychodnie skalne o kilkumetrowej wysokości. Są to Tumakowe Skały. Są zbudowane z piaskowców istebniańskich i zlepieńców o silnie urzeźbionej powierzchni. Z mniejszych głazów ktoś dawno już temu ułożył mur.
Grzbietem Czarnej Góry biegnie granica między wsiami Las w województwie śląskim i Targoszów w województwie małopolskim.
Szlaki turystyczne
 Krzeszów – Gajka – Targoszów – Czarna Góra – Suwory – rozdroże pod Smrekowicą – Smrekowica – Anula – Mlada Hora – Przełęcz pod Mladą Horą